# Plocamionida ambigua
Plocamionida ambigua är en svampdjursart som först beskrevs av James Scott Bowerbank 1866. Enligt Catalogue of Life ingår Plocamionida ambigua i släktet Plocamionida och familjen Hymedesmiidae, men enligt Dyntaxa är tillhörigheten istället släktet Plocamionida och familjen Anchinoidae. Arten är reproducerande i Sverige.

## Underarter
Arten delas in i följande underarter:
- P. a. grandichelata
- P. a. tornotata
- P. a. achelata